# 馬氏刺鰍
馬氏刺鰍為輻鰭魚綱合鰓目刺鰍亞目刺鰍科的其中一種，分布於非洲剛果河中游及Ogôoué河流域，體長可達27公分，棲息在底中層水域，屬肉食性，可做為食用魚。